# Oberplöttbach
Oberplöttbach ist eine unbewohnte Katastralgemeinde der Stadtgemeinde Zwettl im Bezirk Zwettl in Niederösterreich.

## Geschichte
Laut Adressbuch von Österreich waren im Jahr 1938 in Oberplöttbach ein Bäcker, ein Fleischer, ein Gastwirt, zwei Gemischtwarenhändler, zwei Schmiede, drei Schneiderinnen, ein Tischler, ein Wagner und einige Landwirte ansässig.

## Bodennutzung
Die Katastralgemeinde ist forstwirtschaftlich geprägt. 25 Hektar wurden zum Jahreswechsel 1979/1980 landwirtschaftlich genutzt und 119 Hektar waren forstwirtschaftlich geführte Waldflächen. 1999/2000 wurde auf 305 Hektar Landwirtschaft betrieben und 269 Hektar waren als forstwirtschaftlich genutzte Flächen ausgewiesen. Ende 2018 waren 78 Hektar als landwirtschaftliche Flächen genutzt und Forstwirtschaft wurde auf 266 Hektar betrieben. Die durchschnittliche Bodenklimazahl von Oberplöttbach beträgt 3,7 (Stand 2010).